# Safe Sex (film)
Pour plus de détails, voir Fiche technique et Distribution.
Safe Sex est un film grec réalisé par Michalis Reppas et Thanasis Papathanasiou et sorti en 1999.
Safe Sex fut un énorme succès en Grèce, avec plus d'un million d'entrées, pour un pays de 10 millions d'habitants, où le cinéma n'est plus une distraction populaire[réf. souhaitée].
Présenté lors de la Berlinale 2000.

## Synopsis
Huit Athéniens sont en quête d'épanouissement sexuel. Ils vont de plus en plus loin dans les pratiques originales, ce qui mène à des situations tragi-comiques. Leur rencontre a une conséquence tragique qui les oblige à se remettre en cause et à se reconnecter avec leurs émotions.

## Fiche technique
- Titre : Safe Sex
- Titre original : Safe Sex
- Réalisation : Michalis Reppas et Thanasis Papathanasiou
- Scénario : Michalis Reppas et Thanasis Papathanasiou
- Production : Tasos Papandreou
- Société de production : Mega Channel
- Directeur de la photographie : Kostis Gkikas
- Montage : Ioanna Spiliopoulo
- Direction artistique : Evelyn Sioupi
- Costumes : Evelyn Sioupi
- Musique :
- Pays d'origine : Grèce
- Genre : Comédie de mœurs
- Format : 35 mm couleur
- Durée : 100 minutes
- Date de sortie : 2000

## Distribution
- Mina Adamaki (el)
- Alexandros Antonopoulos (el)
- Vaso Goulielmaki (el)
- Haris Grigoropoulos
- Maria Kavoyanni (el)
- fr=Kostas Koklas
- Viki Koulianou
- Renia Louizidou (el)
- Dimitris Mavropoulos (el)
- Arietta Moutousi
- Spiros Papadopoulos (el)
- Christos Tsagas (el)
- Pavlos Haïkalis
- Tasos Halkias (el)
- Mimis Chryssomallis (el)
- Anna Panayiotopoulou (en)
- Mirka Papakonstantinou (el)
- Anna Kyriakou
- Ieroklis Michaelidis (el)
- Evelina Papoulia (en)
- Sperantza Vrana (en)
- Zoe Katsatou (el)